# Takasago
Takasago (jap. 高砂市 Takasago-shi) – miasto portowe w Japonii, na wyspie Honsiu.

## Położenie
Miasto leży w południowej części prefektury Hyōgo nad Morzem Wewnętrznym, graniczy z miastami:
- Himeji
- Kakogawa

## Historia
Miasto otrzymało prawa miejskie 1 lipca 1954.

## Przemysł
W mieście rozwinął się przemysł: bawełniany, ceramiczny, chemiczny, papierniczy oraz rybny.

## Miasta partnerskie
- Australia: Latrobe City